# Franco belga

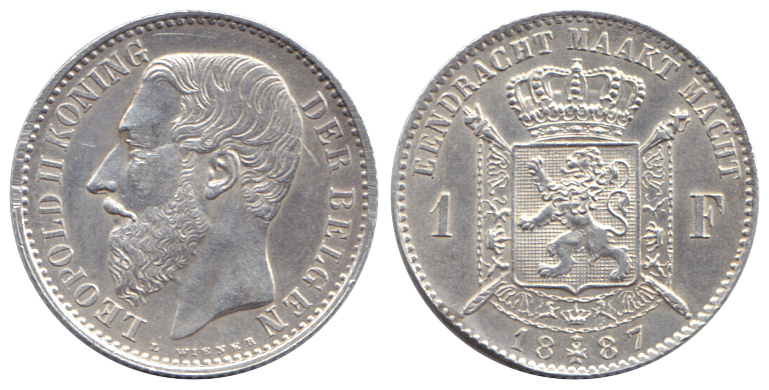
Moeda de 1 franco, Bélgica, 1887, Leopoldo II

O franco belga foi a moeda da Bélgica que antecedeu a adoção do euro pelo país.
O franco belga circulou entre 1832 e 2002. Neste último ano, foi substituída pelo euro. A taxa de câmbio foi fixada em 31 de dezembro de 1998, com um valor fixo de 40,3399 francos belgas.